# Pietro Paolo Vergerio
Pietro Paolo Vergerio (latinul: Vergerius)  (Capo d'Istria, 1498. körül – Tübingen, 1565. október 4.) olasz teológus.

## Életpályája
Olasz nemesi családban született. Nem sokkal 1530 előtt lépett a pápai udvar szolgálatába, amely németországi nunciusnak jelölte ki. Itt találkozott Lutherrel is, őt megkezdett útjáról vissza akarta csábítani. Jutalmul kapta a modrusi püspöki címet, majd 1536-ban megkapta a capo d'istriai püspöki állást is. 1540 végén a wormsi kollokviumon volt, majd 1541. január 1-én ő tartotta azt a beszédet, melynél fogva a protestánsok minden további tárgyalást megszakítottak. Ekkor visszavonult Capo d'Istriába, és tanulmányozni kezdte a reformátorok iratait, hogy a német hithagyók ellen annál nagyobb erővel harcolhasson. 1549-ben fogamzott meg benne az elhatározás arról, hogy végképp elhagyja a katolicizmust. Több röpiratban is fejtegette a pápaság elleni nézeteit, amelyek miatt még az 1549. július 3-án ki is közösítették. Ezután evangélikus lelkésszé lett Vicosopranóban. 
Tübingenben halt meg 1565. október 4-én.

## Művei
Műveinek egy része, saját gyűjtésben 1563-ban jelent meg: "Tomus I. operum Vergerii, adversus Pontificatum" címen.